# Glockenbuckel von Viernheim
Der Glockenbuckel von Viernheim ist ein Naturschutzgebiet in Viernheim im hessischen Landkreis Bergstraße. Das Gebiet ist fast flächengleich auch als FFH-Gebiet ausgewiesen. Der offene Bereich, auch als Viernheimer Heide bekannt, ist zudem als Naherholungsgebiet in der Region beliebt.

## Lage
Der Glockenbuckel ist zwischen Viernheim und dem Ballungsraum Mannheim im Hessischen Ried gelegen. Die Flugsandgebiete westlich der A 6  sind vollständig von Wald umgeben. Zwei rechteckige, offene Sandtrockenrasen-Flächen, über Eck aneinander angrenzend, gehören zum Gebiet, in dem seltene Grasfluren neben vereinzelten Waldkiefern dominieren. Der am Rand des Naturschutzgebiets entlang und am Verbindungseck hindurch führende Panzerweg gehört nicht zum Schutzbereich.
Die offene, leicht wellige Landschaft mit ihren Sandböden ist Teil eines lang gestreckten Dünengürtels von Nordbaden bis in den Darmstädter Raum in der Rheinebene. Diese Dünenzüge entstanden am Ende der letzten Eiszeit, also vor ca. 10.000 Jahren, aus Flugsanden. Offenland und Wald wechselten sich über die Jahrhunderte ab. Im 20. Jahrhundert entstand durch Militärübungen ein trocken-warmer, nährstoffarmer Standort mit schnell wechselnden Bodentemperaturen, in dem sich seltene und spezialisierte Pflanzen und Tiere ansiedelten.
Der namensgebende Glockenbuckel ist ein Hügel von 111 Meter Höhe und liegt etwas außerhalb des Schutzgebiets.

## Naturschutzgebiet
Am 4. Februar 1998 erließ das Regierungspräsidium Darmstadt die Schutzgebietsverordnung für die Viernheimer Flugsandbiotope, das Naturschutzgebiet Glockenbuckel von Viernheim mit einer Größe von 40,8 Hektar. Das NSG soll die „Flugsanddünen mit vegetationsarmen Sandflächen, Sandtrockenrasen, insbesondere den Silbergrasfluren und den Blauschillergrasfluren mit der Silberscharte, und Kiefernbestände sowie Pflanzen- und Tierarten, vor allem Spinnen, Insekten und Vögel“ erhalten.
Das Schutzgebiet war 2007 Geotop des Jahres im Geo-Naturpark Bergstraße-Odenwald. Es liegt vollständig im Natura-2000-Gebiet Glockenbuckel von Viernheim und angrenzende Flächen (Gebiet 6417-305), das wiederum Teil des EU-Vogelschutzgebietes Wälder der südlichen hessischen Oberrheinebene (Bfn-ID 617-450) ist.
Das vormalige Waldstück wurde nach dem Zweiten Weltkrieg bis 1994 von den bei Viernheim stationierten US-Truppen als Panzerübungsgelände genutzt. Die Panzer legten die Sandböden frei, verlagerten und durchmischten sie regelmäßig, Bäume und Sträucher verschwanden weitgehend, so dass besondere Boden- und Klimaverhältnisse entstanden. Die speziell angepassten Pflanzen und Tiere des Standorts, meist Pionierarten, machen den Glockenbuckel zu einem der bedeutendsten Sandtrockengebiete Hessens.

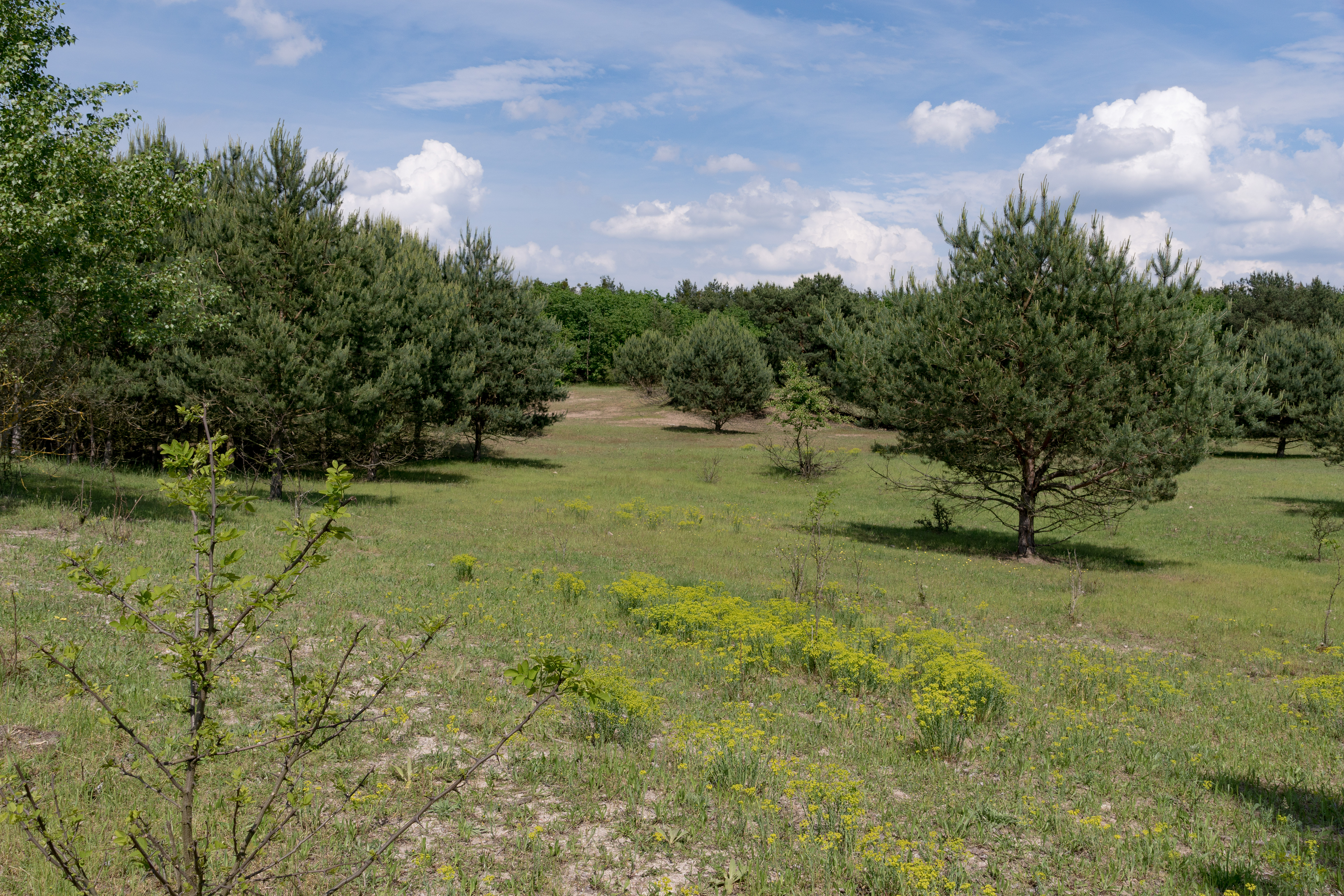
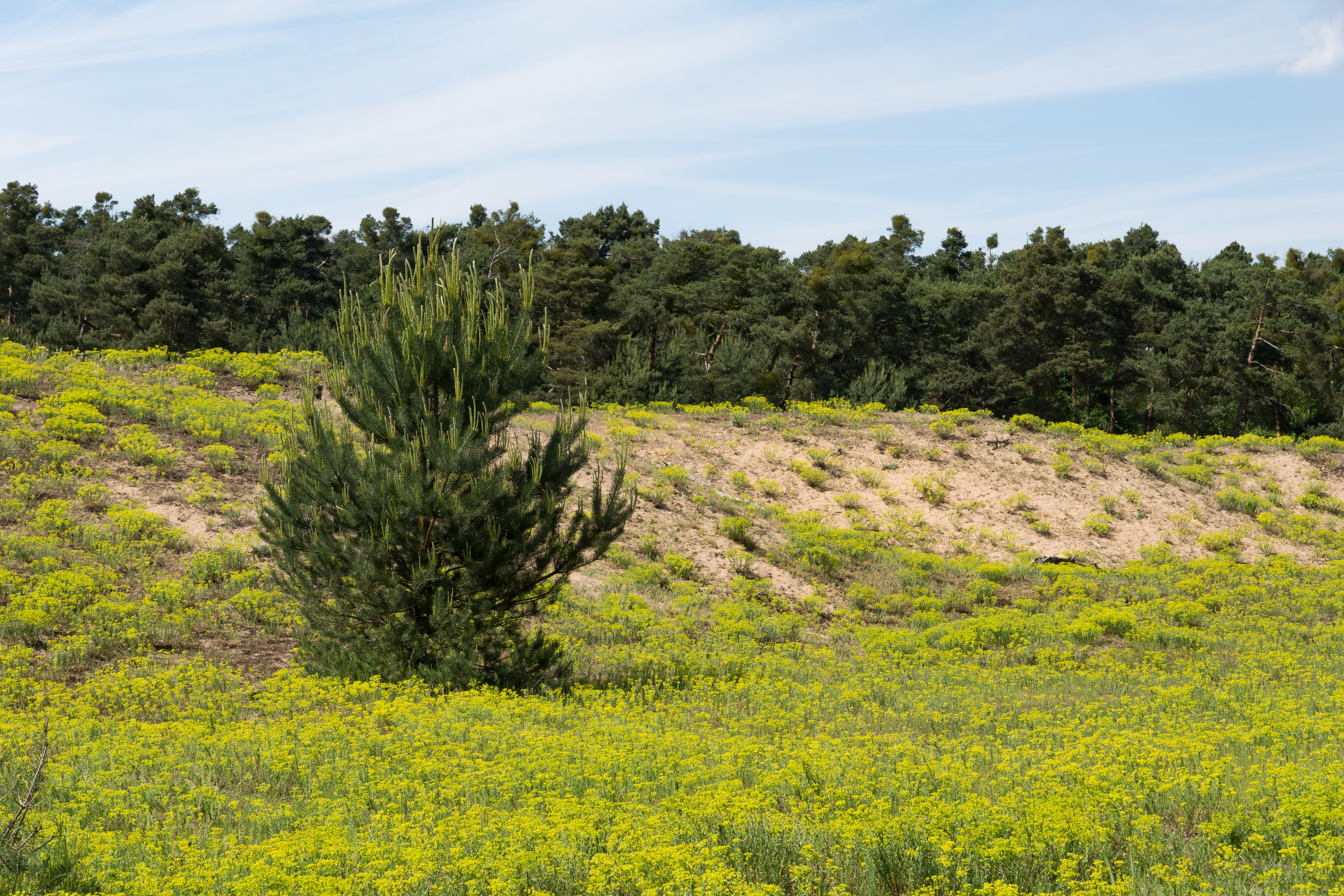
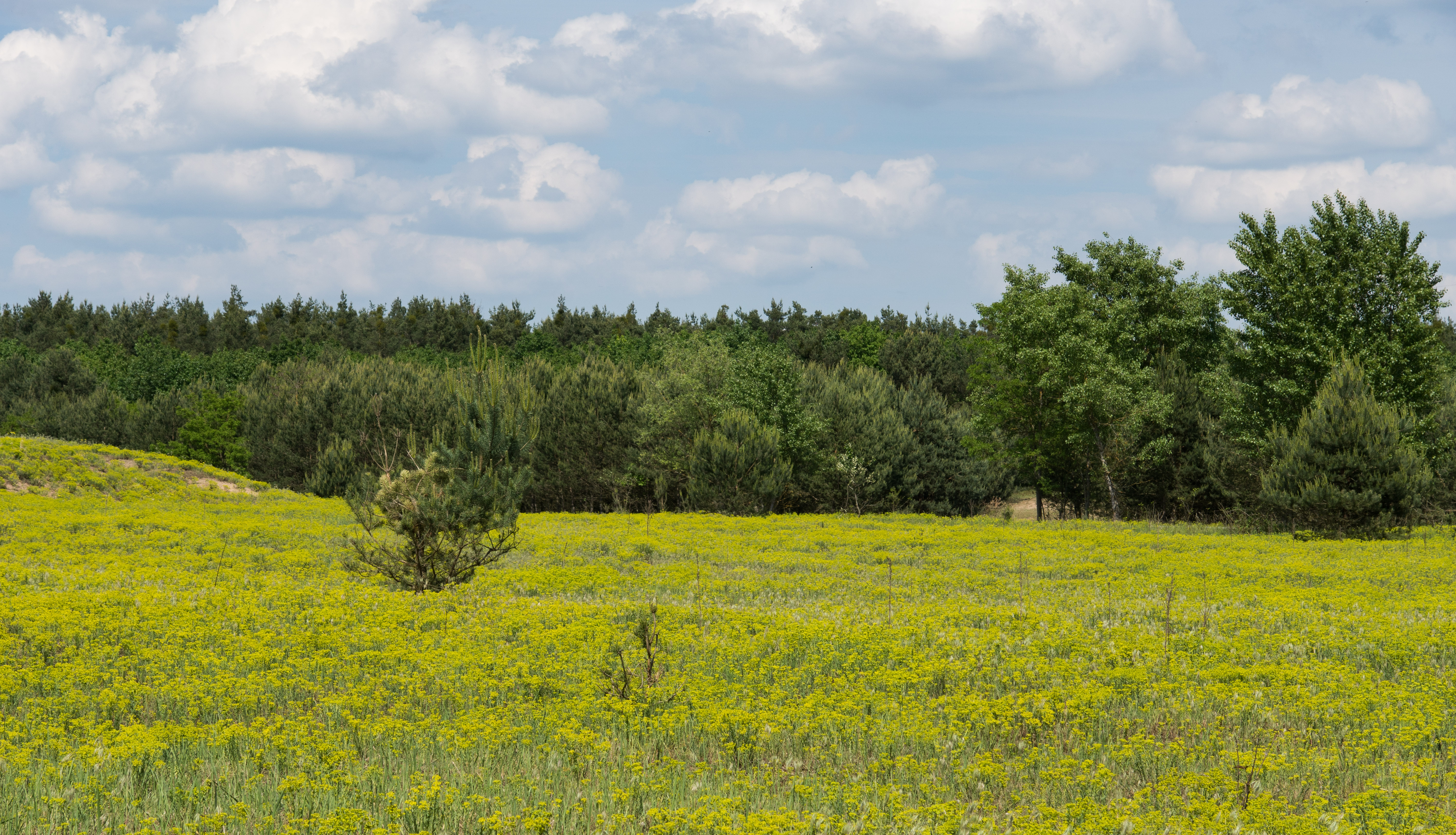
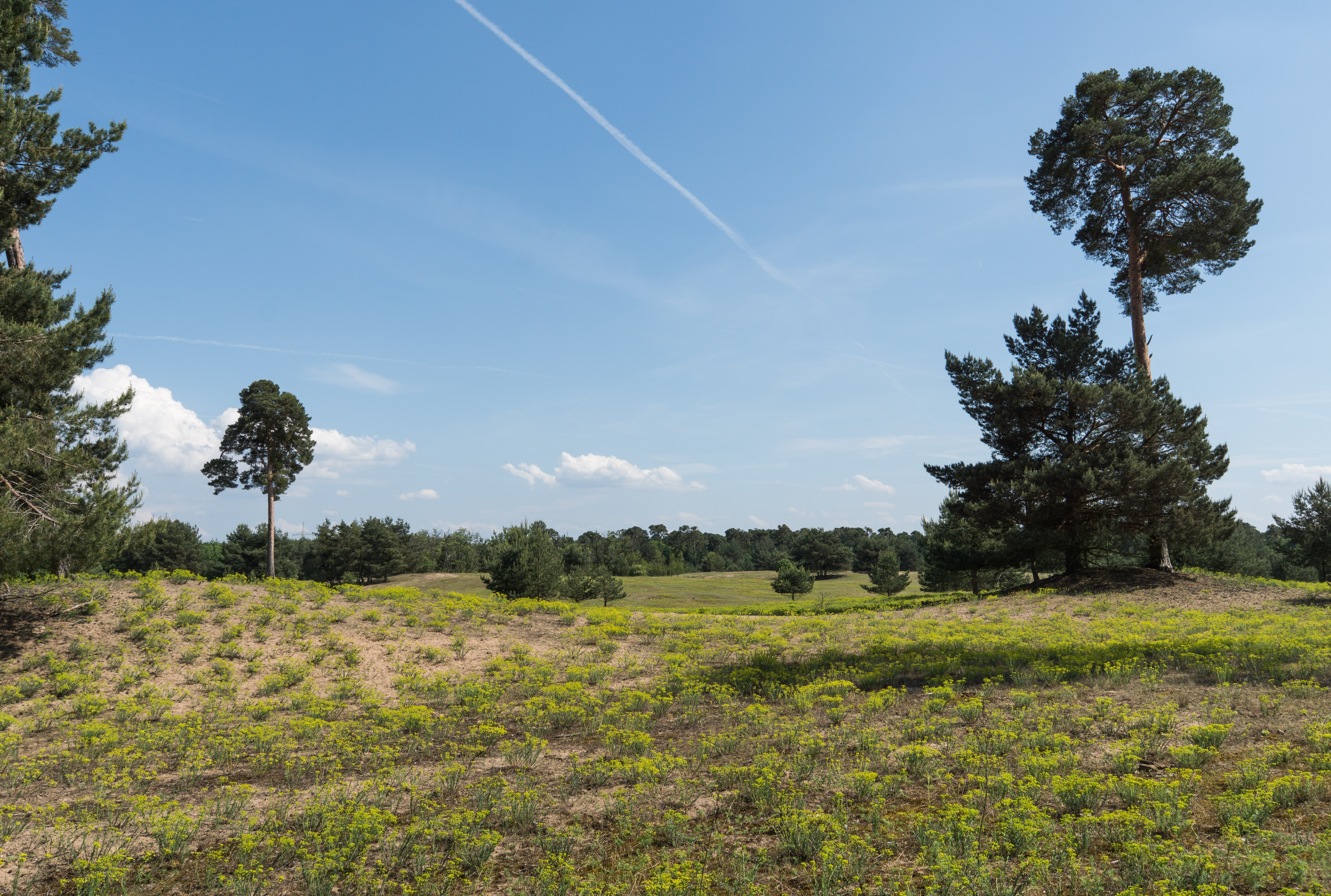
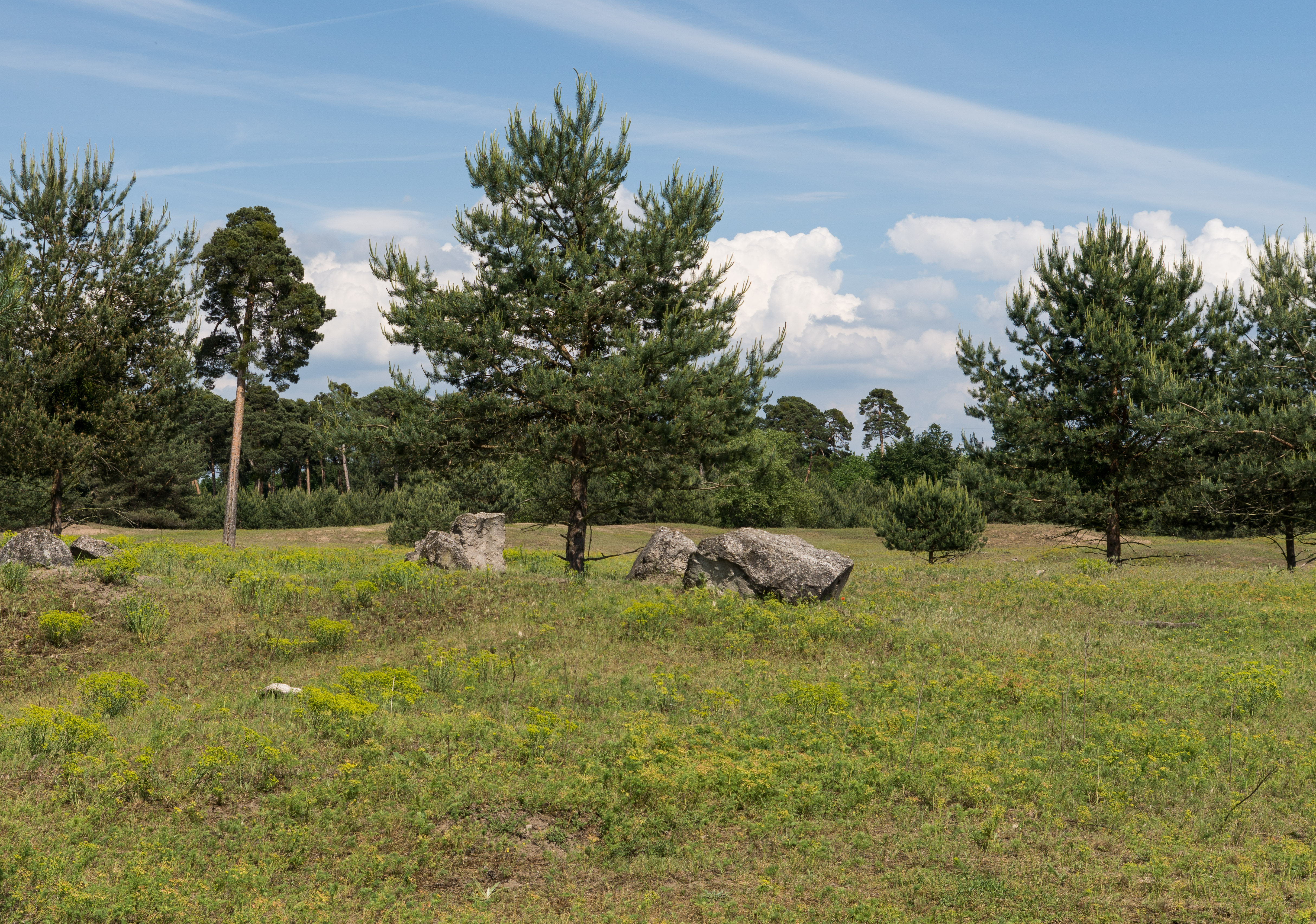
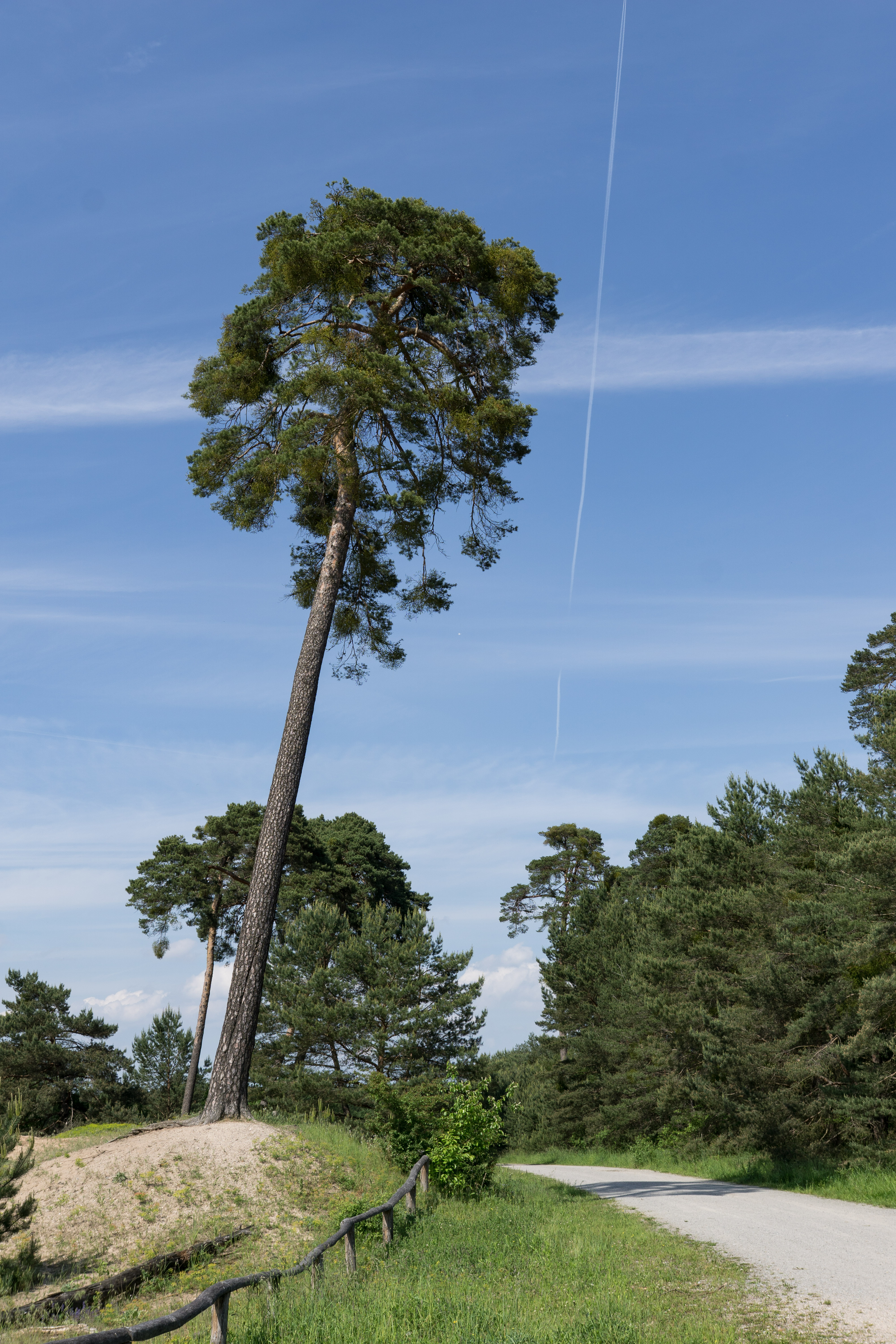
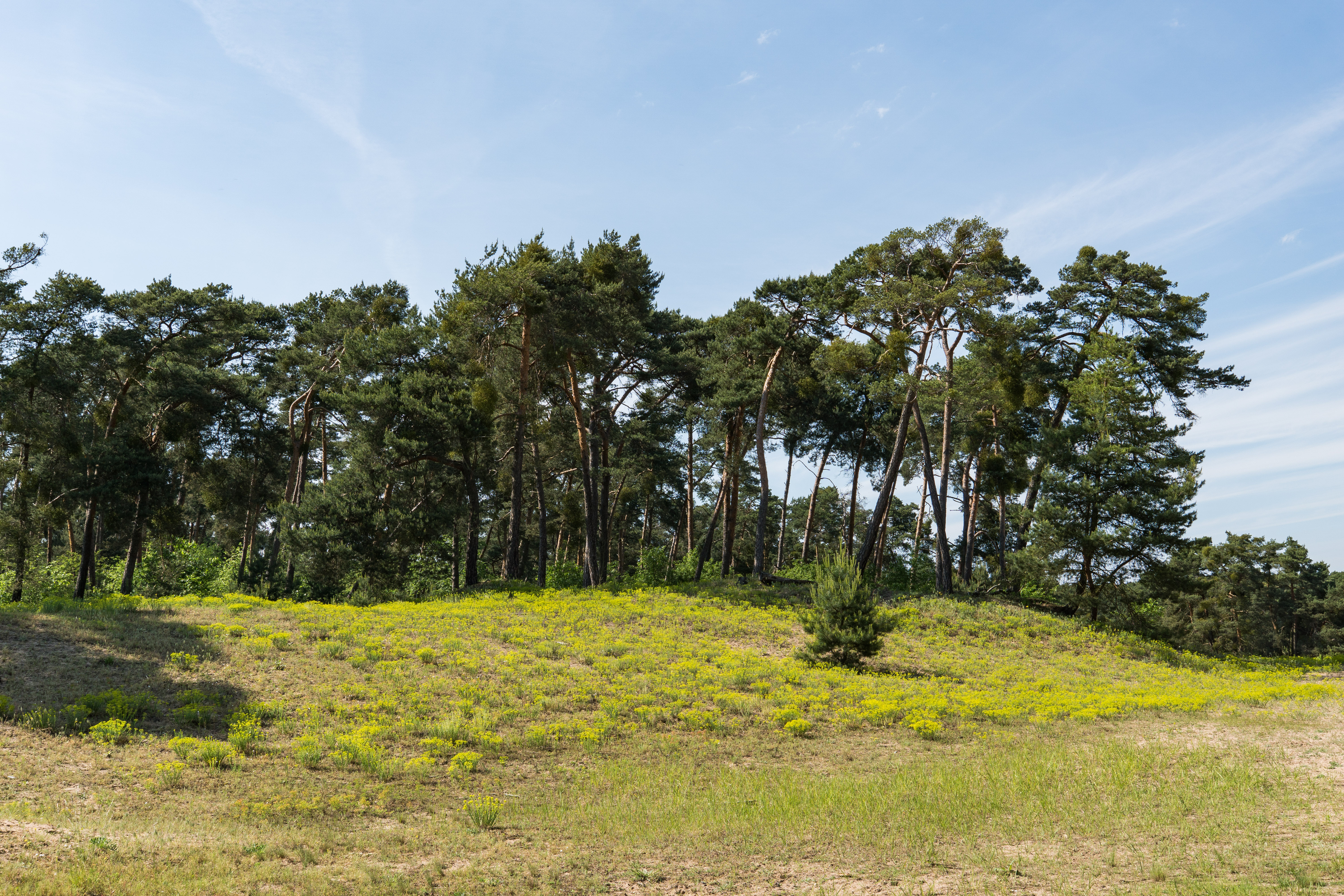

## Pflegemaßnahmen
Schon zum Zeitpunkt der Schutzgebietsausweisung begann der Glockenbuckel ohne die früheren Panzerübungen infolge der Sukzession wieder zuzuwachsen. Seitdem erhalten aktive Pflegemaßnahmen den Offenlandcharakter und die nährstoffarmen Sandrasenflächen, die Grundlage für die besondere Vielfalt der Natur am Standort sind.
Die offizielle Pflegeplanung ist im Maßnahmenplan für das fast flächengleiche FFH-Gebiet enthalten; verantwortlich ist die Obere Naturschutzbehörde des RP Darmstadt. Ziel ist die dauerhafte Sicherung der Dünen mit offenen Grasflächen mit Corynephos und Agrostis (Dünen im Binnenland, EU-Code 2330) und trockene, kalkreiche Sandrasen (EU-Code 6120). Für Letztere gelten als prioritärer Lebensraumtyp strengere Schutzvorschriften. Weitere Pflegemaßnahmen dienen seltenen Vögeln wie dem Ziegenmelker gemäß der EU-Vogelschutzrichtlinie und Arten der Anhänge II der FFH-Richtlinie.
Als Pflegemaßnahme entfernen haupt- und ehrenamtliche Naturschützer in der zu erhaltenden Offenlandschaft standortfremde Büsche und Gehölze wie Traubenkirsche, Robinie und Götterbaum. Daneben beweiden Schafe, Ziege oder Eseln die Flächen, um den Aufwuchs kurz zu halten. Von Zeit zu Zeit werden Sandflächen mechanisch freigelegt, damit sich die seltenen Pionierpflanzen von Neuem ansiedeln können. Ein gezieltes Biotopmanagement sichert darüber hinaus die Existenz der Leit- und Zielarten wie die Grüne Strandschrecke und die Kreuzkröte. In den Altkiefernbeständen werden ein erhöhter Totholzanteil und Höhlenreichtum angestrebt. 
Aus der nahe gelegenen Stadt Viernheim und dem Ballungsraum Mannheim kommen zahlreiche Besucher zu Erholung und Freizeit in das Naturschutzgebiet. Es entstehen häufig Konflikte durch Abfälle, freilaufende Hunde, Zelten und Lagerfeuer, aber auch bereits durch die bloße Anwesenheit im Schutzbereich. Intensive Öffentlichkeitsarbeit, Hinweisschilder und gelegentliche Kontrollen sollen dem entgegenwirken.

## Arten
Auf den trockenen Flächen finden sich neben den typischen Grasfluren und Kieferngruppen die Steppenwolfsmilch, der violett blühende Sandthymian und an sonnigen Plätzen da und dort eine Zauneidechse. Auf erhöhten Singwarten singt die Heidelerche, der Wendehals tut sich an den reichlich vorhandenen Ameisen gütlich, während der unscheinbare Ziegenmelker den Tag im Strauchwerk verschläft und erst nachts aktiv wird. Aus faunistischer Sicht gilt der Glockenbuckel wegen der vielen seltenen Rote Liste-Arten als das bedeutendste Sandgebiet in ganz Hessen.
Auf den Sandflächen bestimmten Fachleute außerdem über 500 verschiedene
Käfer und 190 Spinnenarten, dazu 156 Bienen- und
Wespenarten, darunter viele Arten der roten Liste. Dazu gehören beispielsweise Sandlaufkäfer, Grüne Strandschrecke, Italienische Schönschrecke und Wespenspinne, für die der Glockenbuckel zu den wichtigsten Lebensräumen in Hessen gehört. Trotz der Trockenheit findet die stark gefährdete Kreuzkröte ihren Lebensraum, darunter auch flache, sich schnell erwärmende Wassertümpel für ihre Larven.

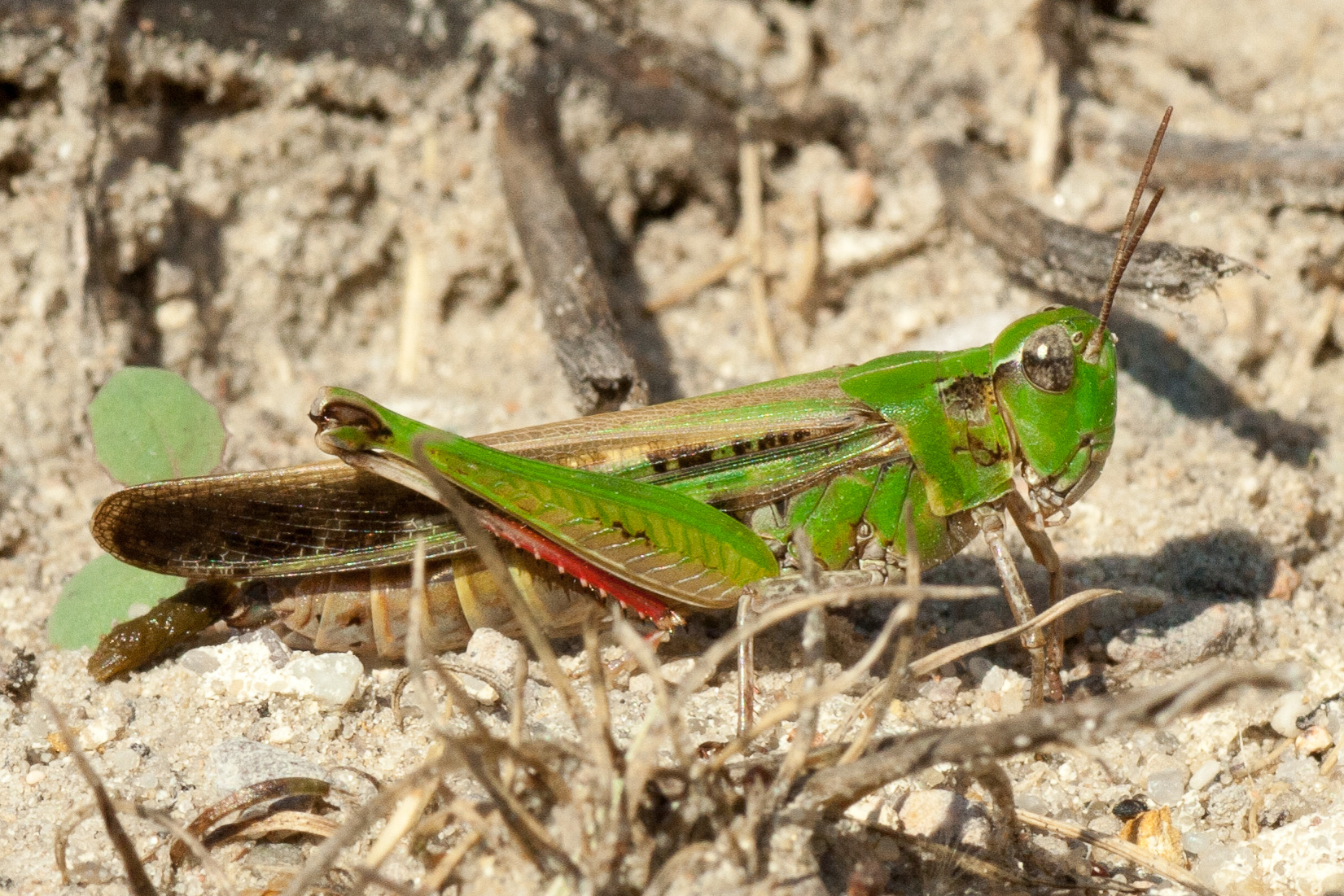
Grüne Strandschrecke
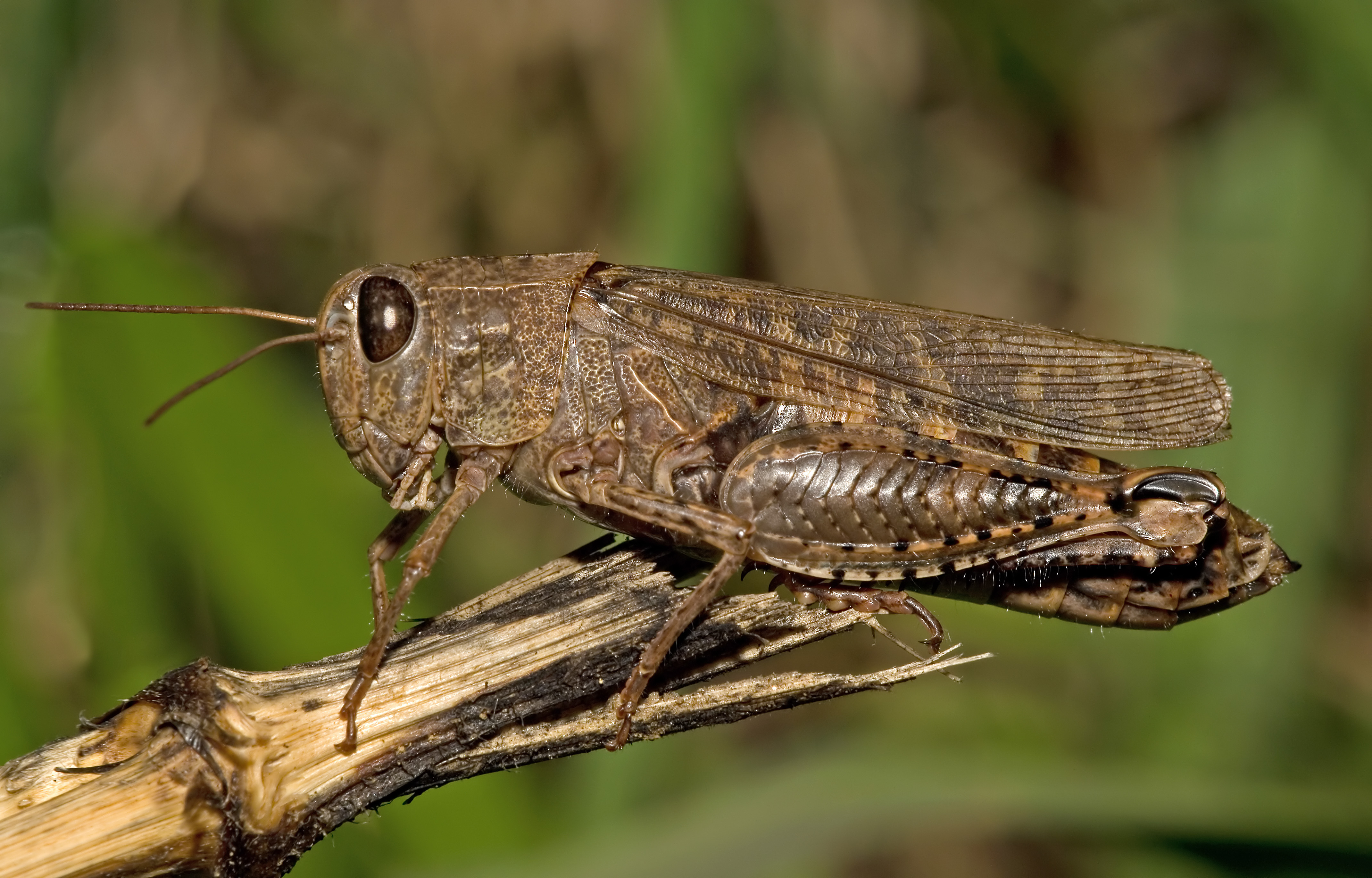
Italienische Schönschrecke
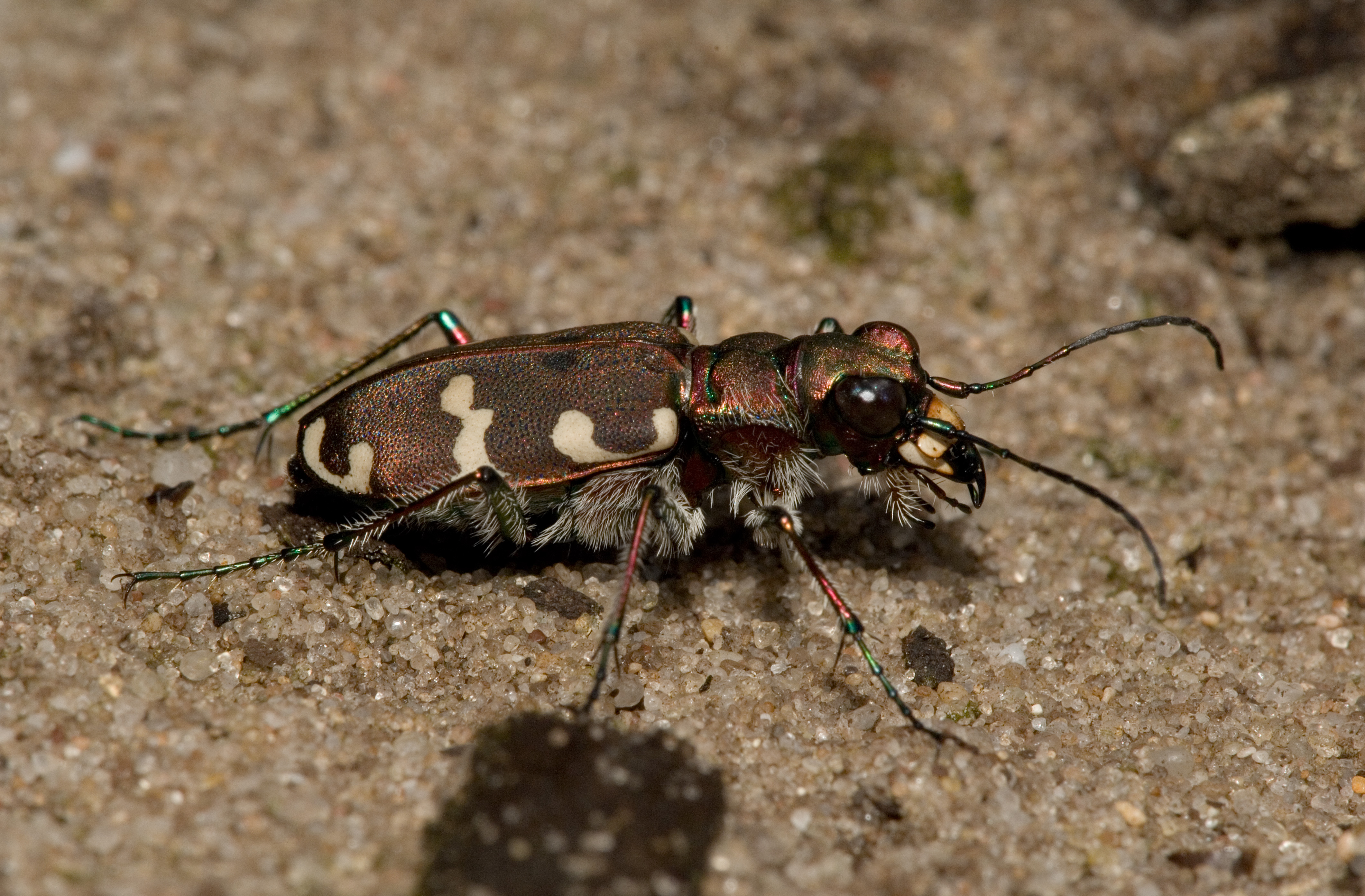
Sandlaufkäfer
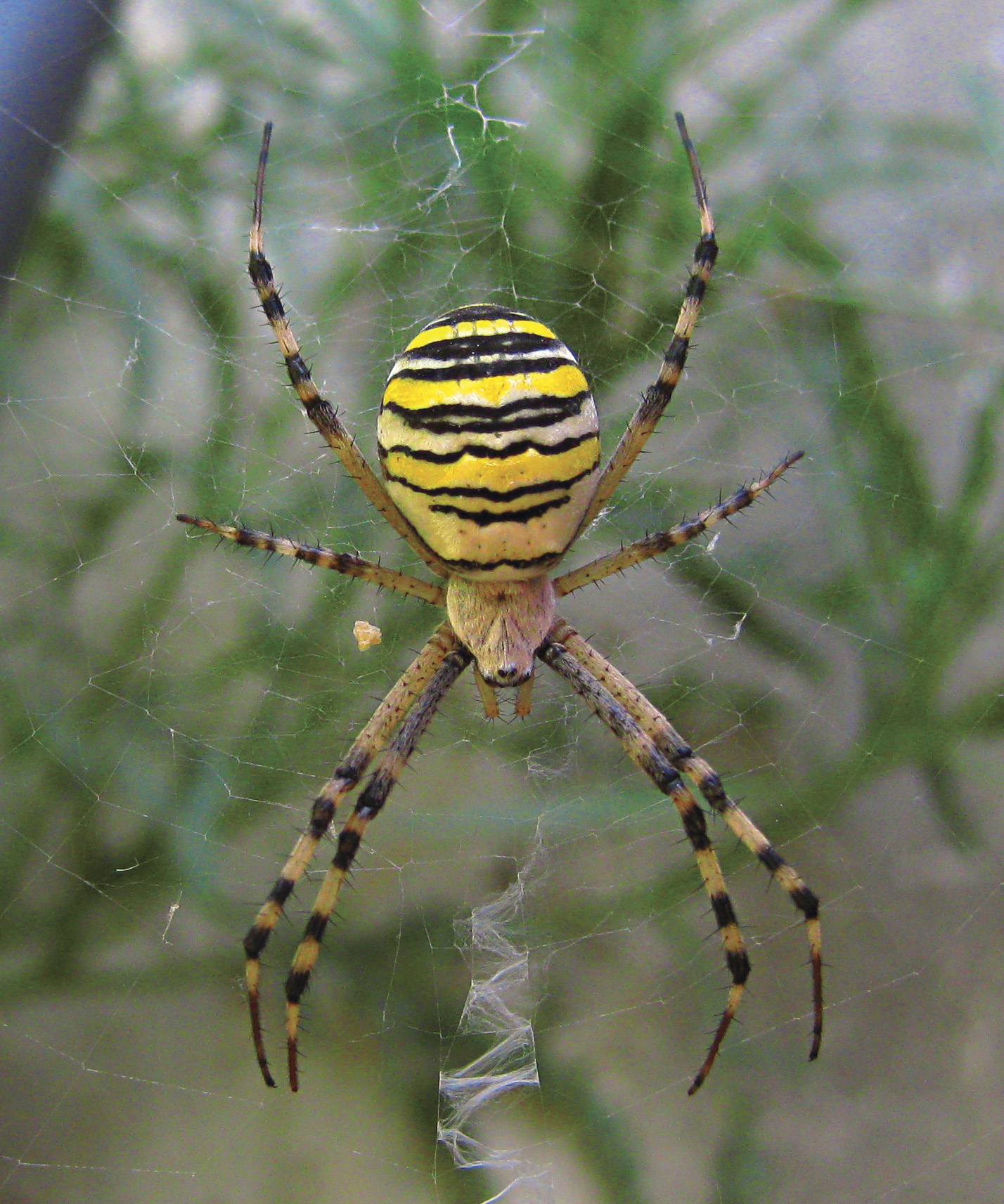
Wespenspinne
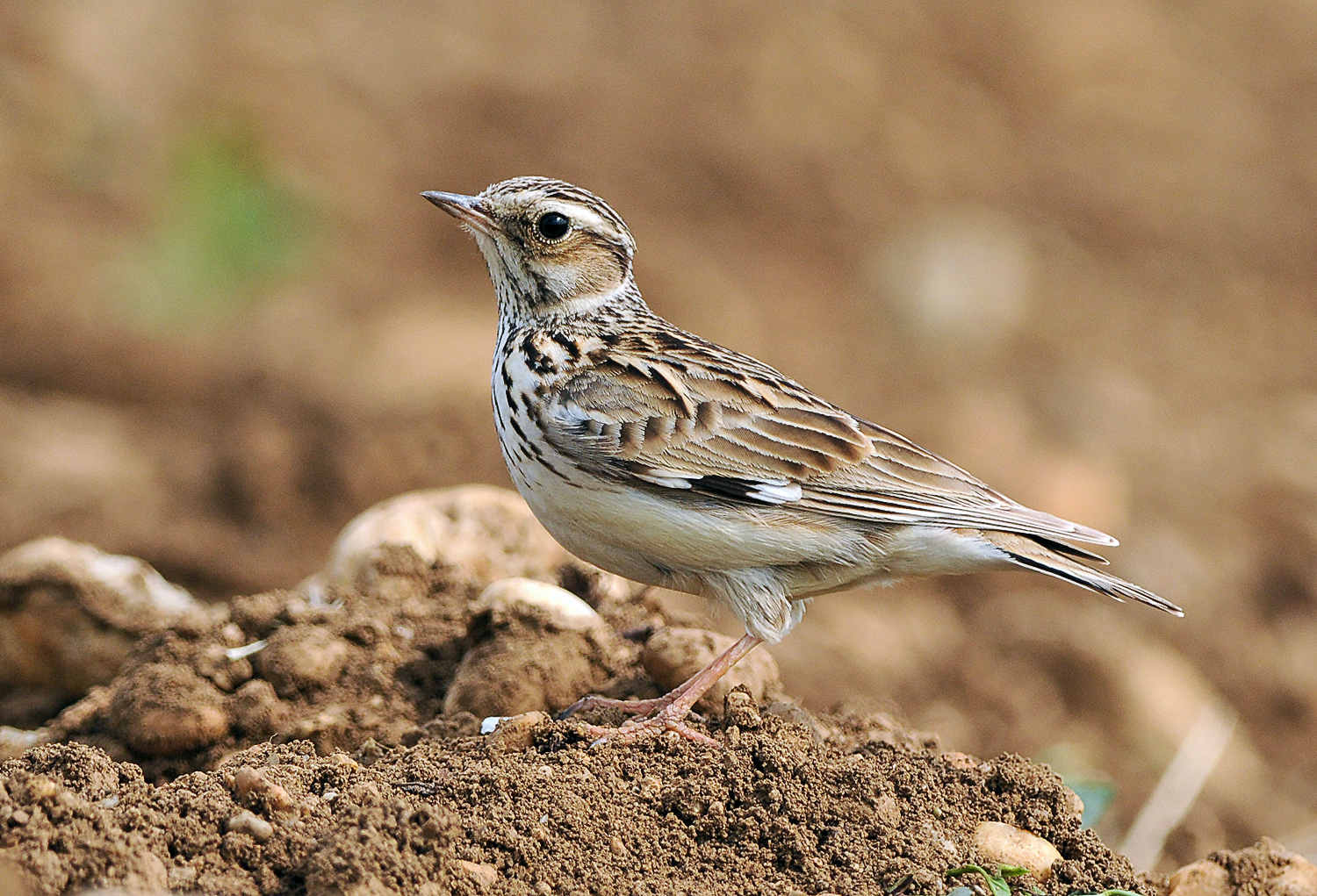
Heidelerche
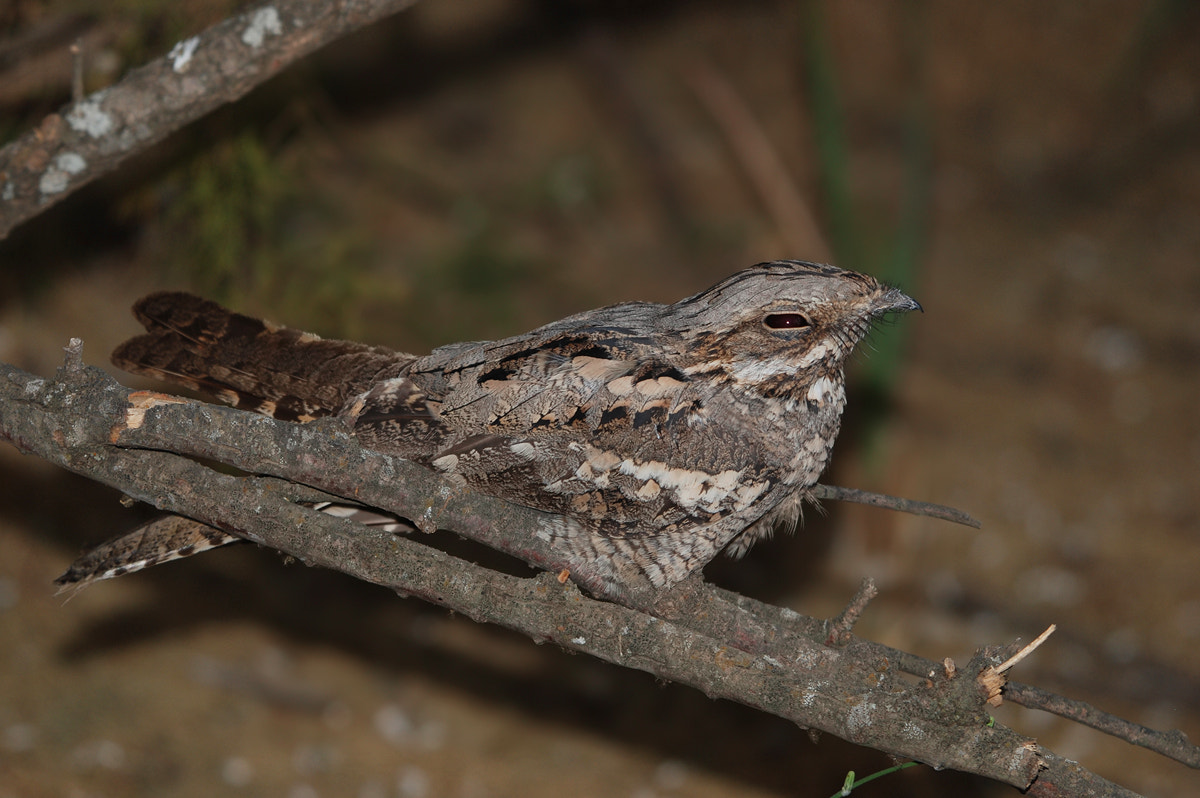
Ziegenmelker
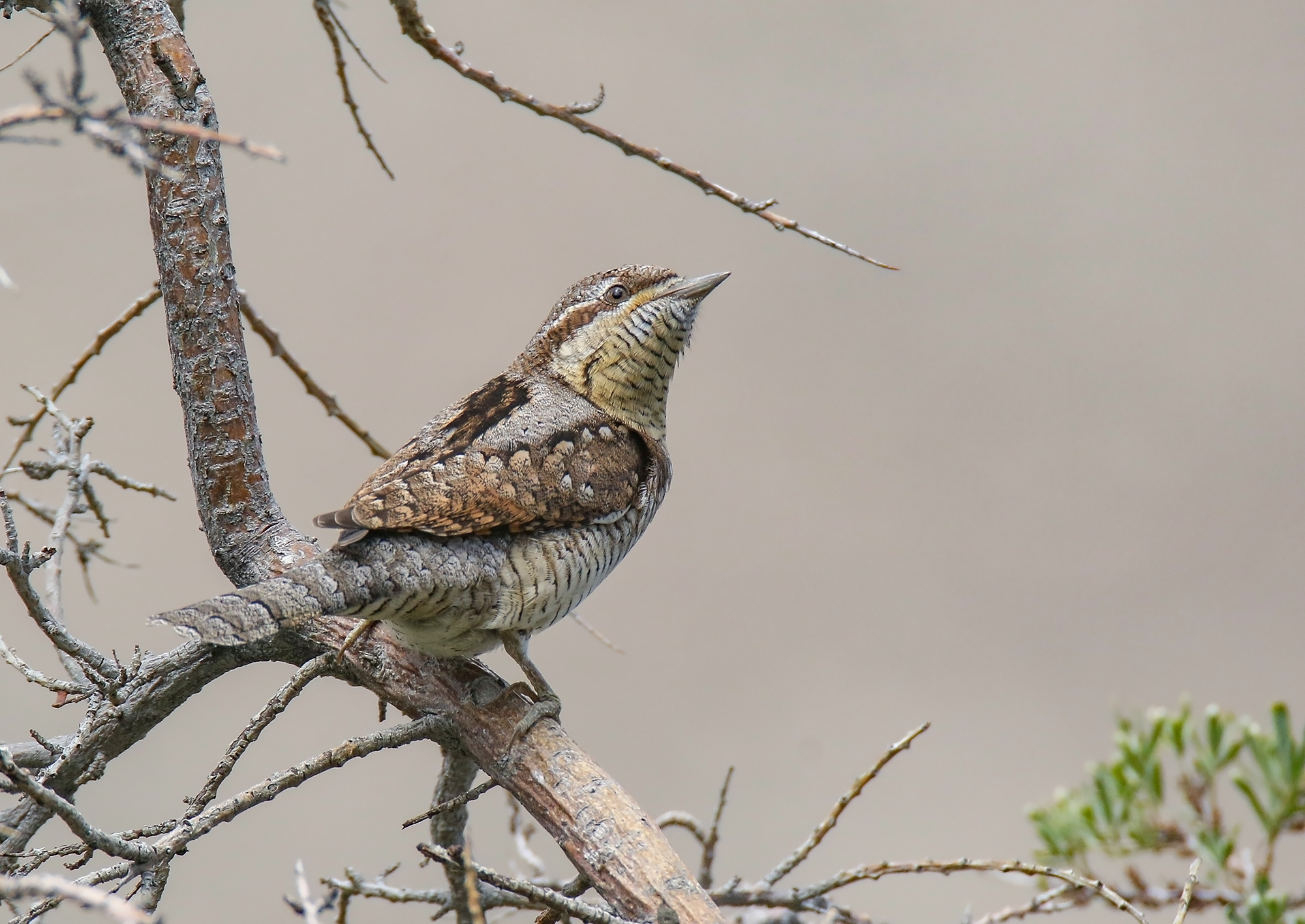
Wendehals
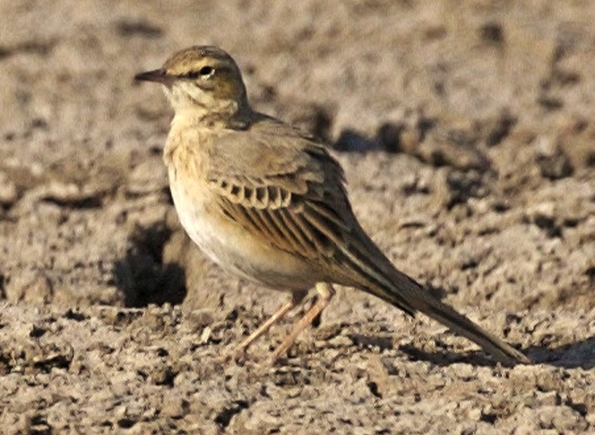
Brachpieper
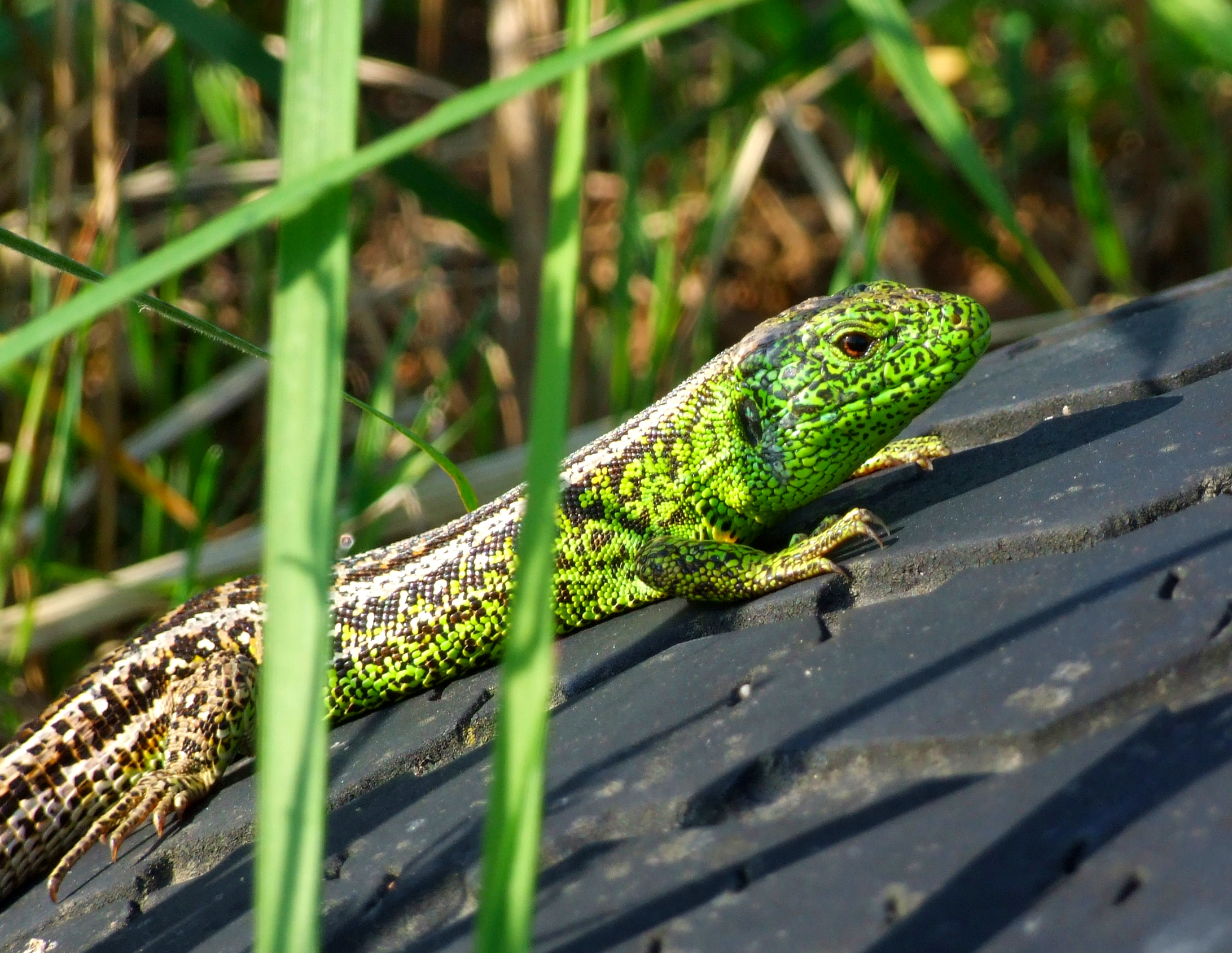
Zauneidechse
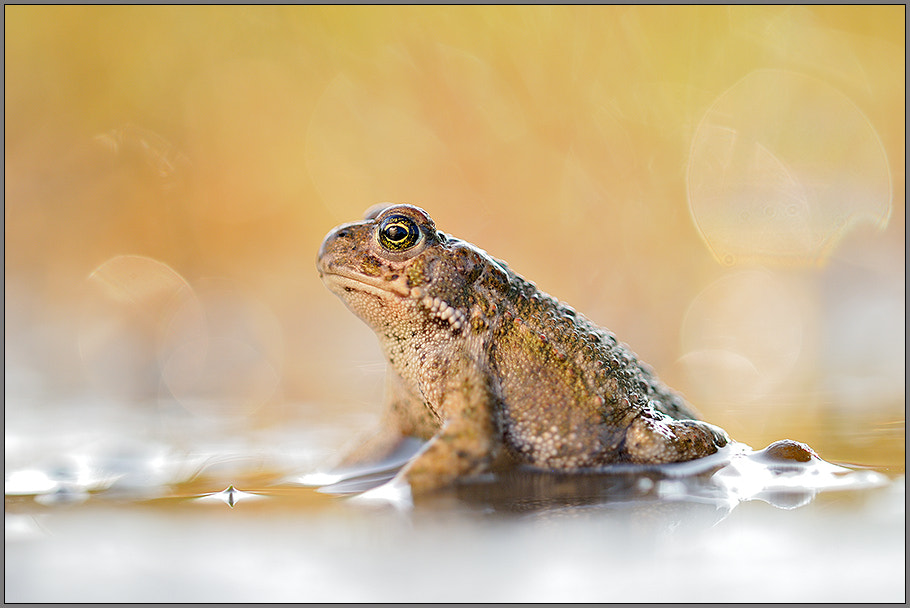
Kreuzkröte
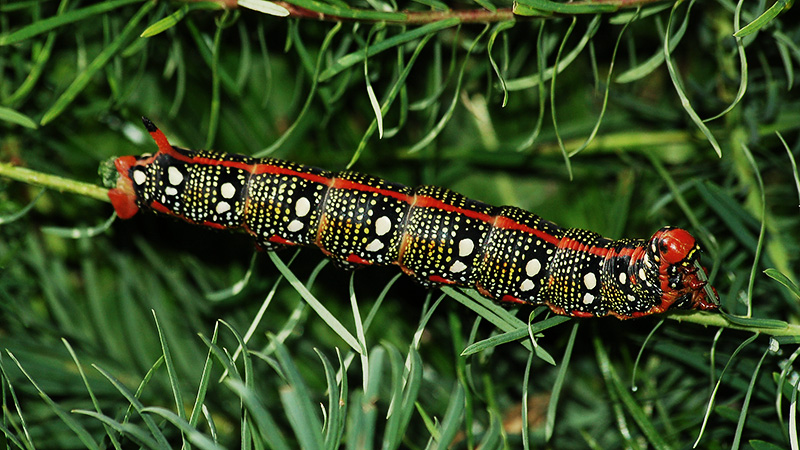
Raupe des Wolfsmilchschwärmers
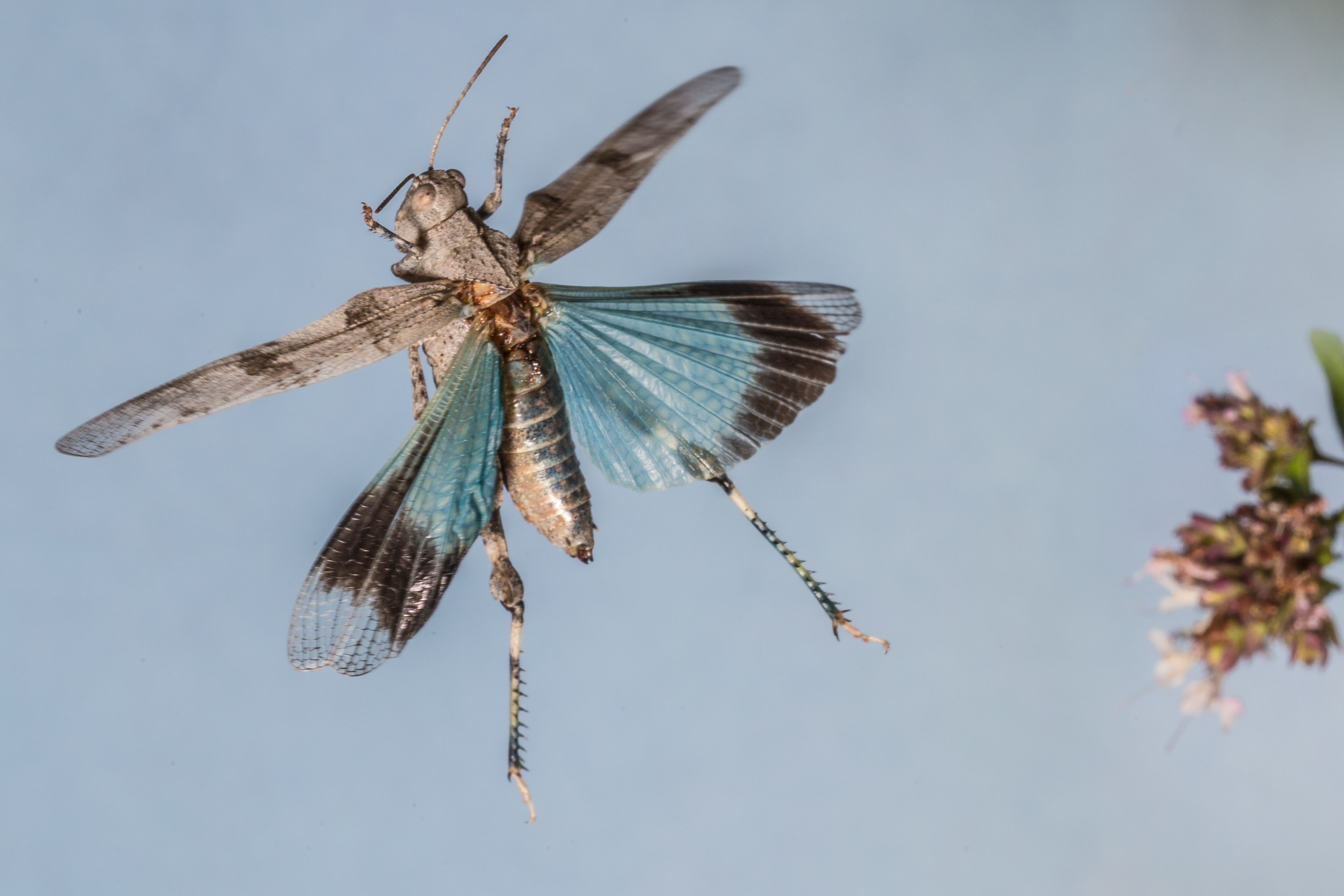
Blauflügelige Ödlandschrecke
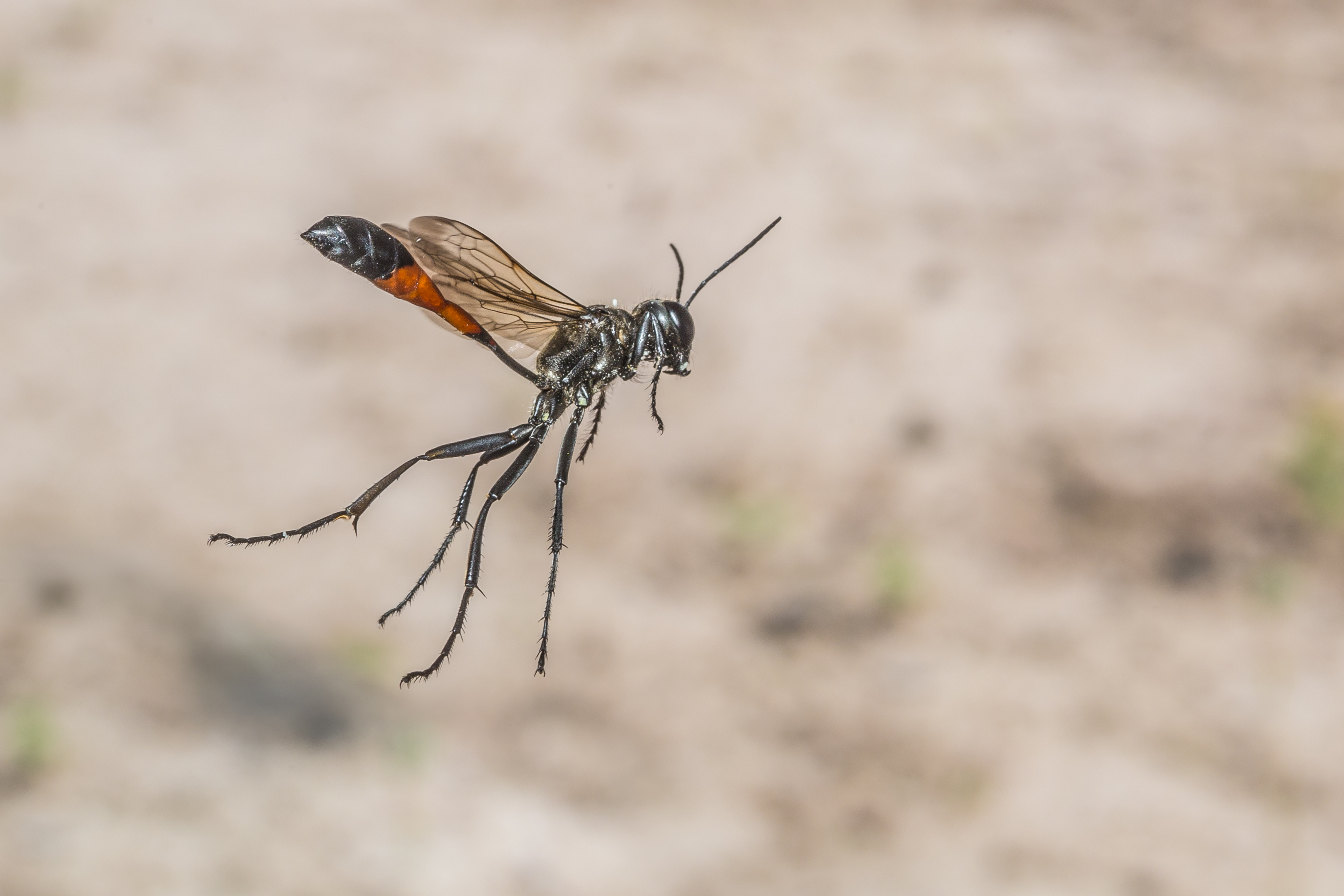
Gemeine Sandwespe
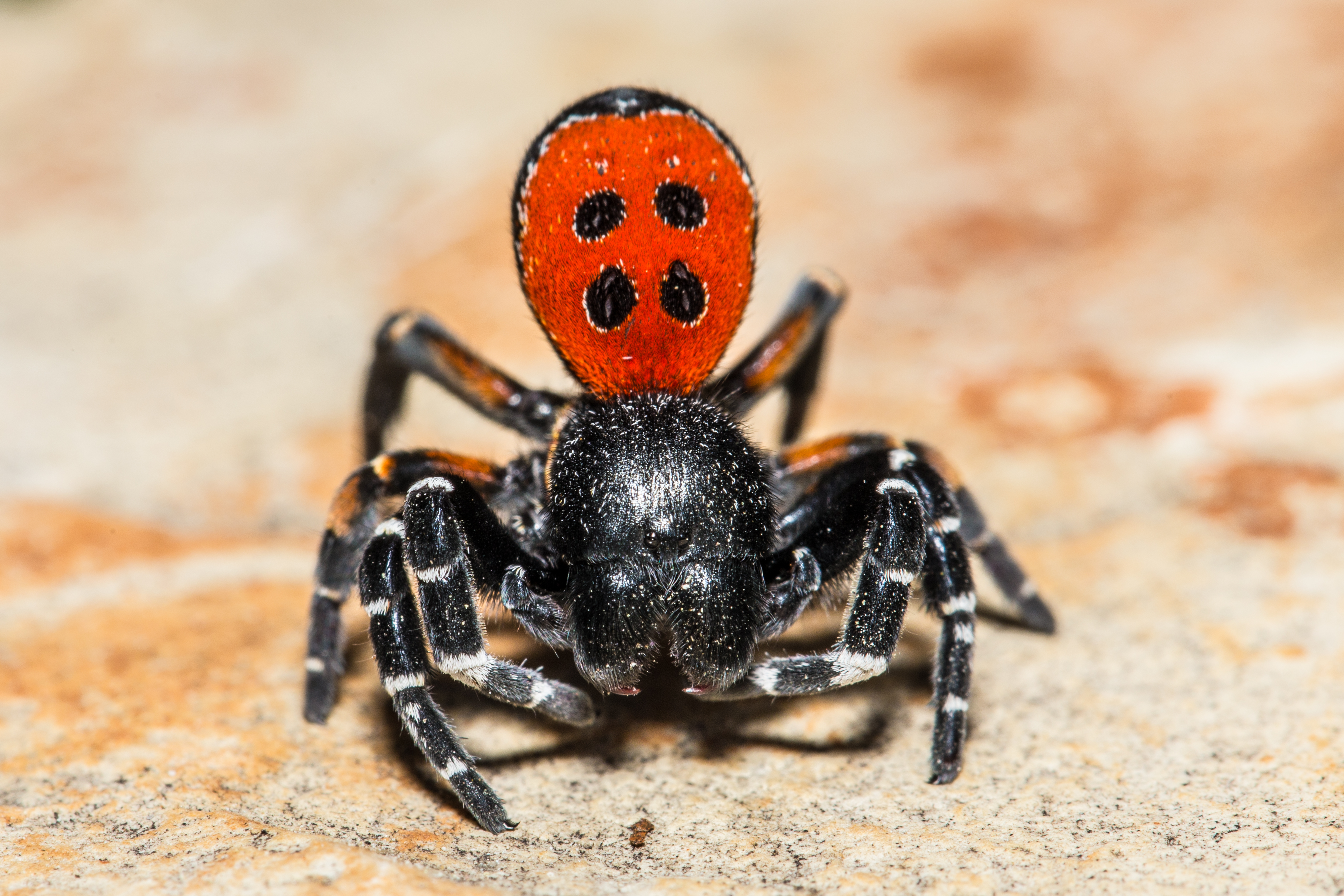
Rote Röhrenspinne in Drohhaltung
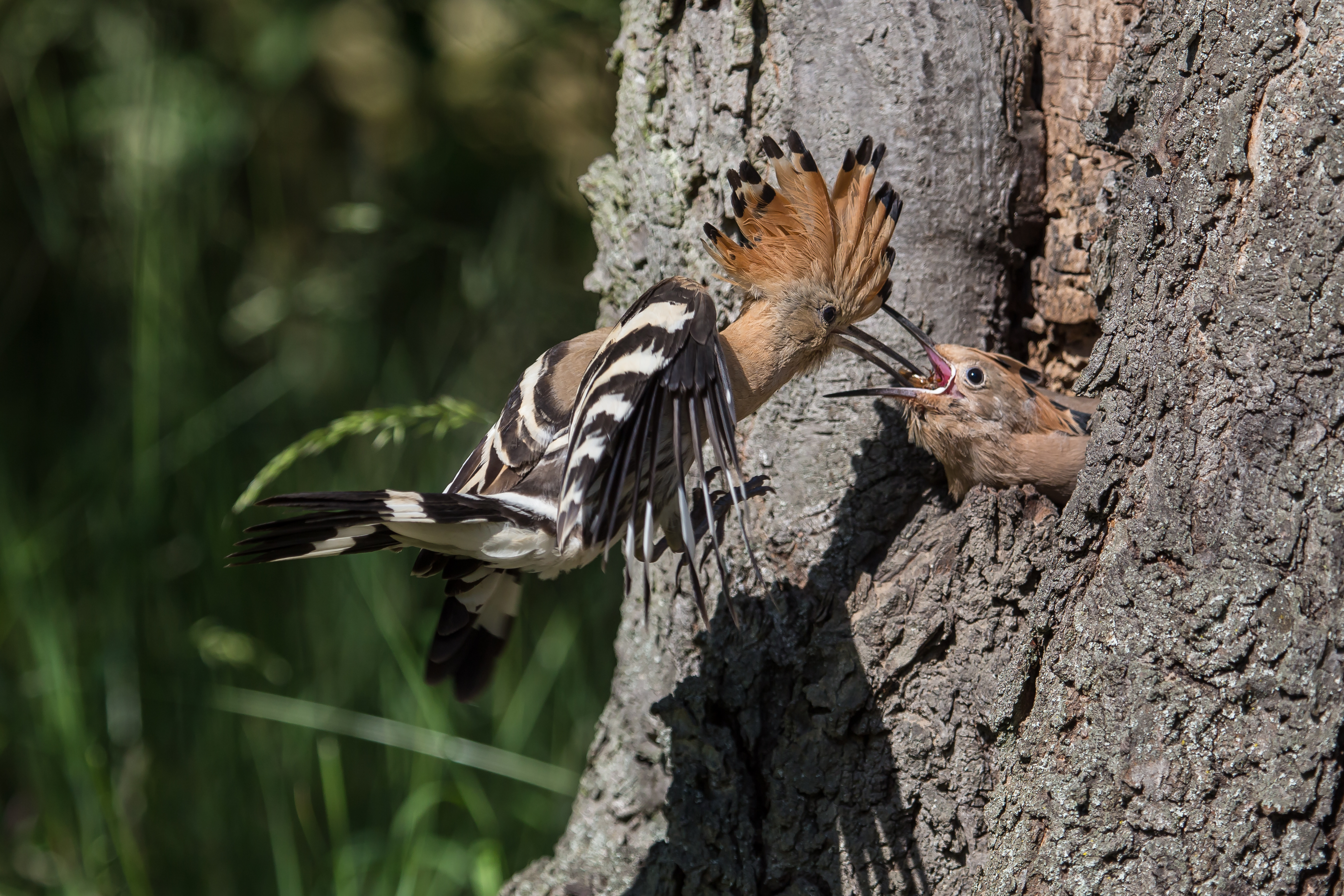
Wiedehopf beim Fütterungsanflug
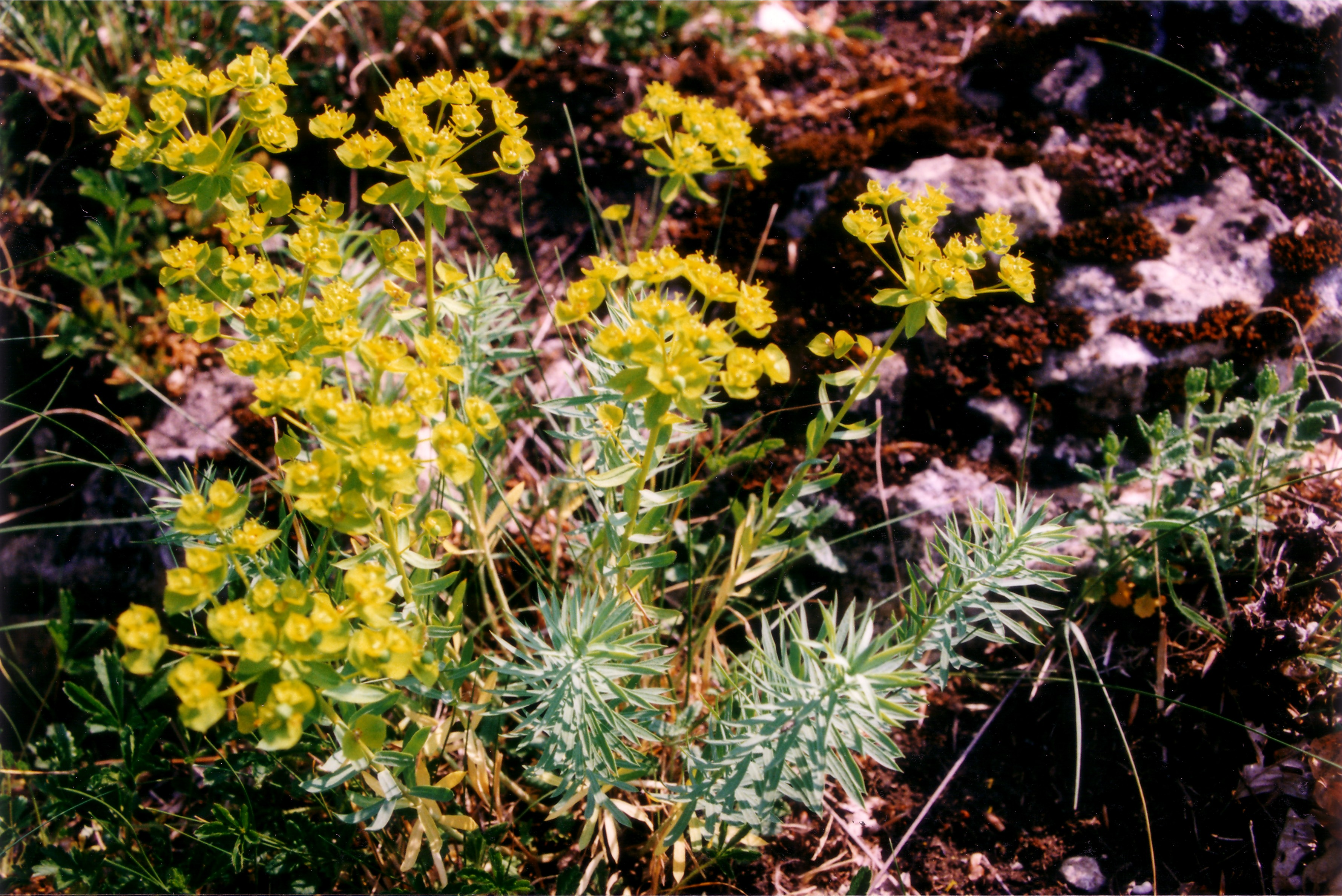
Steppen-Wolfsmilch
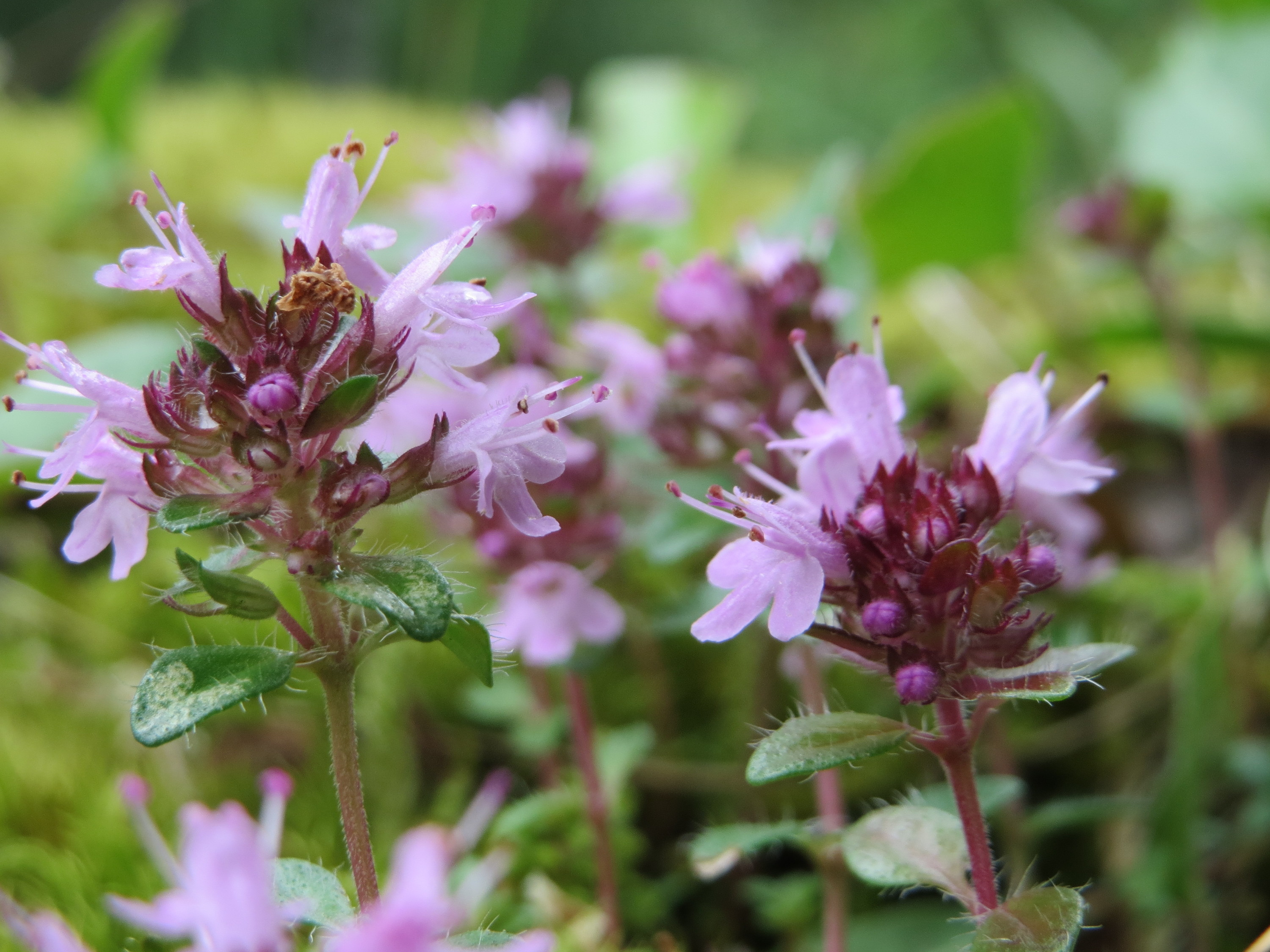
Sand-Thymian
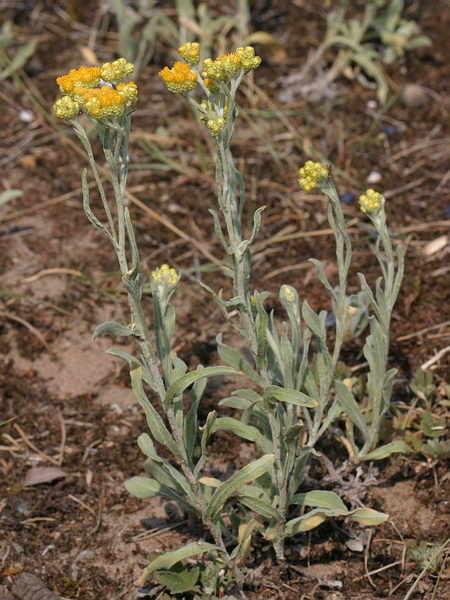
Sandstrohblume